# Balls of Fire
Albums de Black Oak Arkansas
Live Mutha
(1976) 10 Yr Overnight Success
(1977)
Singles
1. Great Balls of Fire
Sortie : 30 avril 1976
2. Fistfull of Love
Sortie : 6 août 1976
3. Ramblin' Gamblin'Man
Sortie : 24 septembre 1976

Balls of Fire est le huitième album studio du groupe de rock américain Black Oak Arkansas. il est sorti en mai 1976 sur le label MCA et fut produit par le groupe.

## Historique
Cet album fut enregistré début 1976 dans les studios Ardent de Memphis dans le Tennessee. Le titre de l'album est celui d'une chanson rendue célèbre par Jerry Lee Lewis et correspond bien à l'aspect sulfureux de Jim Dandy. Cet album comprend aussi une reprise du Ramblin' Gamblin' Man de Bob Seger. L'apport de Ruby Starr et de l'organiste Marius Penczer (Grey Ghost) est plus important sur cet album. Il accompagneront le groupe dans la tournée de promotion de l'album avec un passage au festival de Reading.
Il sera le dernier album avec les membres originaux et sous le nom de Black Oak Arkansas. Après la tournée qui suivra sa parution, le groupe se séparera et Jim Dandy Mangrum continuera l'aventure avec de nouveaux musiciens et raccourcira Black Oak Arkansas en Black Oak.
Il se classa à une modeste 173e place au Billboard 200 américain et sera le dernier album du groupe à entrer dans se classement.

## Liste des titres
- Tous les titres sont composés par le groupe sauf indications.

| 1. | Ramblin' Gamblin' Man | Bob Seger | 2:43 |
| 2. | Fistul Of Love        |           | 3:16 |
| 3. | Make That Scene       |           | 2:15 |
| 4. | I Can Feel Forever    |           | 3:07 |
| 5. | Rock 'n' Roll         |           | 3:36 |

| 6.  | Great Balls Of Fire  | Jack Hammer / Otis Blackwell | 2:22 |
| 7.  | Just To Fall In Love |                              | 3:52 |
| 8.  | Leather Angel        |                              | 2:59 |
| 9.  | Storm Of Passion     |                              | 4:06 |
| 10. | All My Troubles      |                              | 3:57 |

## Composition du groupe pour l'enregistrement
- Jim Dandy Mangrum : chant, planche à laver.
- Rickie Lee Reynolds : guitare rythmique, chœurs.
- Pat Daugherty : basse, chœurs.
- James Henderson : guitare solo, chœurs.
- Stanley Knight : guitare solo, claviers, chœurs.
- Tommy Aldridge : batterie, percussions.

Musiciens additionnels
- Ruby Starr : chant sur les titres 1, 2 et 7
- Marius Penczner : claviers sur les titres 1, 2, 6 et 7

## Charts
| Pays       | Durée du classement | Meilleur classement |
| ---------- | ------------------- | ------------------- |
| États-Unis | 7 semaines          | 173e                |
| Canada     | 6 semaines          | 71e                 |